# Долгоруков, Алексей Владимирович
Алексе́й Влади́мирович Долгору́ков (подписывался Долгору́кий) (1813?—1869?) — князь из рода Долгоруковых, автор-составитель книг «Фамильные заметки» и «Долгорукие, Долгоруковы и Долгорукие-Аргутинские».

## Биография
Князь Алексей Владимирович родился в 1813 году (по другим данным — в 1815 году). Он был сыном князя Владимира Ивановича Долгорукова (1778—1845), правнука князя Алексея Григорьевича. Его матерью была дочь поручика Анна Михайловна, урождённая Юрьева (согласно семейной легенде, она происходила из рода Романовых-Юрьевых)
В десять лет Алексей Владимирович самостоятельно и тайно от родителей подал прошение императору Николаю I об определении его в Пажеский корпус, но вскоре сильно заболел и был возвращён к родителям для излечения. По выздоровлении определен в Уланский его высочества Михаила Павловича полк юнкером. В 1831 году был переведен в Клястицкий гусарский полк и с этим полком участвовал в польской кампании под начальством Дибича. В том же году был произведен в офицеры. По окончании войны вышел в отставку и определился чиновником при московском генерал-губернаторе Голицыне, потом покинул и эту службу, некоторое время слушал лекции в Харьковском университете по медицинскому факультету. Князь Алексей Владимирович увлёкся изучением месмеризма. С 1840 года он лечил животным магнетизмом больных в учреждениях Москвы, а с апреля 1859 года был официально определён на службу при больницах ведомства Санкт-Петербургских учреждений императрицы Марии.

Князь Алексей Владимирович сблизился с Иваном Шервудом по причине интереса к магнетизму. И, когда в 1859 году Шервуд оказался в долговой тюрьме за неуплату 365 рублей, именно Долгоруков встал на его защиту, написав письмо дальнему родственнику князю Василию Андреевичу Долгорукову. Получив резолюцию «на основании существующих законов его желание удовлетворено быть не может», Долгоруков помог написать письмо Фридерике Шервуд на имя императора, скрепив его своей подписью «магнетизёра больниц учреждений императрицы Марии, князя Долгорукова-верноподданного». Обращался он и к своим родственникам, но нигде не нашёл отклика, хотел сделать воззвание к дворянству и купечеству, но шеф жандармов воспротивился этому. Долгоруков писал:
Все прощённые 14 числа — их родня и злоумышленники.
…человек имеет пороки, нет человека, не грешного богу и не виновного царю, но, того, который, согласно герба его, спас Александра I и способствовал в избавлении Руси от сетей злоумышленников, того нам, верноподанным, грех оставить.
На последнем документе сделана надпись об освобождении Шервуда, видимо его долги были погашены.
5 ноября 1863 года за вступление во второй брак лишён всех прав и преимуществ, уволен из ведомства императрицы Марии. Через полтора месяца приговорён к ссылке и епитимье в течение 7 лет. Долгоруков записался купцом в Лужском уезде, где в товариществе с одним капиталистом завёл свекловичный завод. В конце 1872 года был полностью помилован и ходатайствовал об отставке с мундиром. 15 сентября 1873 года он обращался с прошением на имя Петра Ольденбургского, но безуспешно.
Точная дата смерти Алексея Владимировича Долгорукова не известна. «Русский биографический словарь» указывает 1847 год, ряд источников — 1869. Член Русского генеалогического общества и кандидат исторических наук М. О. Мельцин в своей работе, посвящённой В. А. Долгорукову, указывает на собственноручное письмо А. В. Долгорукова, написанное 11 марта 1874 года.

## Личная жизнь
В 1833 году князь Алексей Владимирович Долгоруков посватался к дочери новоторжковского купца 3-й гильдии Анисье Яковлевне Глазуновой-Молчановой. Но родственники князя воспротивились браку. По требованию матери, Анны Михайловны, военные и духовные власти запретили брак, князя не выпускали из распоряжения полка. Тогда Алексей Владимирович обратился с письмом на высочайшее имя, в котором признавался в обольщении и просил разрешить брак, соглашаясь при этом отказаться от семейного наследства и для жены — от княжеского достоинства (с сохранением личного дворянского достоинства по его чину корнета). Генерал-лейтенант И. А. Набоков получил резолюцию от императора Николая I:
Высочайше повелено уведомить ген.-л. Набокова, что после собственного признания князя Долгорукого в связи с девицею Глазуновой не только нет справедливого основания  воспрещать предполагаемый им брак, но по силе законов надлежит требовать совершения оного, без всяких условий и отречений, князем Долгоруковым предлагаемых
23 октября 1833 венчание состоялось, а в 1834 году Анисья Яковлевна ушла от мужа, оставив месячную дочь.
В октябре 1842 года князь Долгоруков вступил во второй брак с дочерью гвардейского полковника Елизаветой Петровной Якимовой. В сентябре 1843 года Анисья Яковлевна подала жалобу по поводу вторичной женитьбы мужа. К решению проблемы были привлечены многочисленные родственники Долгоруковых, в том числе и московский генерал-губернатор князь Дмитрий Голицын, дочь которого Екатерина была замужем за князем Николаем Долгоруковым.
Княжна Екатерина Владимировна писала брату:
Так как маминька в ужасных хлопотах по делам, то и препоручила мне известить тебя, милый брат, что известная тебе особа не прочь на условия и переговоры и её ждут сюда через неделю самою, то маминька и просит тебя уведомить её поскорей, какия условия ей делать и как далеко ты намерен идти, чтоб знать, что говорить…
Но договориться не удалось, позднее князь Долгоруков утверждал, что ещё в 1839 году получил известие о смерти первой супруги. 31 августа 1851 года в деле «О двоебрачии отставного поручика князя Долгорукова с дочерью лужского помещика Якимова» Синод признал второй брак недействительным. В ноябре детям, прижитым в этом браке, было высочайше даровано дворянство с фамилией матери.

## Дети
От первого брака князь Долгоруков имел дочь.
Во втором браке родились сыновья, носившие фамилию Долгорукие:
- Всеволод (1845—1912);
- Глеб (1847—?)

## Творчество
Князь А. В. Долгоруков был автором ряда сочинений и переводов о магнетизме:
- Москвитянин А. Месмеризм или Нечто о животном магнетизме. СПб., 1838.
- Долгорукий А. В. кн. Животный месмеризм. СПб., 1844.
- Долгорукий А. В. кн. Месмер и его начальная феория. СПб., 1846.
- Долгорукий А. В., кн. Часы досуга меж практикою о месмеризме: лекции матерям. СПб., 1846.
- Долгорукий А. В., кн. [Сочинения о месмеризме]. Кн.1-2. СПб., 1857.
  - Кн.1. О месмеризме или магнетизме вообще.
  - Кн.2. О употреблении месмеризма в болезнях.
- Рихард. Описание действий животного месмеризма профессора Рихарда/пер. с фр. А. Долгорукого. СПб.: В. П. Поляков,1857.
- Фер Ж. Б. О месмеризме/пер. с фр. и прибавление с картою А. В. Долгорукого. СПб., 1857.
- Долгорукий А. В. Органон животного месмеризма. — СПб.: В тип. М. Хана, 1860. — XVII, 354, V с.
- Долгорукий А. В.. кн. Описание месмерических действий госпожи Лукини, рождённой Компиний 1832 и 1833. СПб., 1861.

Кроме того, Долгоруков опубликовал:
- два стихотворных сборника (Москвитянин А. Поэзия. М., 1838 и Москвитянин А. Последняя песня лебедя. СПб.,1862),
- две пьесы ([Долгорукий А. В., кн] Рядовой: Трагико-комическая сцена. СПб., 1848 и Долгорукий А. В., кн. Урок старичкам или Любовь хитрее сатаны: Комедия с апологом. СПб., 1848),
- книги о драгоценных камнях (Долгорукий А. В., кн. Брошюра о драгоценных камнях и способ посредством их составлять фразы. СПб., 1853; Долгорукий А. В., кн. Наставление о драгоценных каменьях и способ посредством их составлять фразы. Изд. 2-е. СПб., 1859; Долгорукий А. В., кн. О драгоценных камнях и способ посредством их составлять фразы. Изд. 3-е. Торжок, 1879).

Но наиболее князь Алексей Владимирович известен своим сочинениями по истории и генеалогии рода Долгоруких: «Фамильные заметки» (СПб,1853) и «Долгорукие, Долгоруковы и Долгорукие-Аргутинские», изданном под редакцией кн. Всеволода Долгорукова (СПб., 1869).